# Sphacelotheca fagopyri
Sphacelotheca fagopyri är en svampart som beskrevs av Syd., P. Syd. & E.J. Butler 1907. Sphacelotheca fagopyri ingår i släktet Sphacelotheca och familjen Microbotryaceae.   Inga underarter finns listade i Catalogue of Life.